# Acrolophus triformellus
Acrolophus triformellus är en fjärilsart som beskrevs av Forbes 1930. Acrolophus triformellus ingår i släktet Acrolophus och familjen Acrolophidae. Inga underarter finns listade i Catalogue of Life.